# Верхні В’ялиці
Верхні В’ялиці (рос. Верхние Вялицы) — присілок в Перемишльському районі Калузької області Російської Федерації.
Населення становить 30 осіб. Входить до складу муніципального утворення Село Іллінське.

## Історія
Від 2004 року входить до складу муніципального утворення Село Іллінське

## Населення
| 2002 | 2010 |
| ---- | ---- |
| 37   | ↘30  |